# Montascale

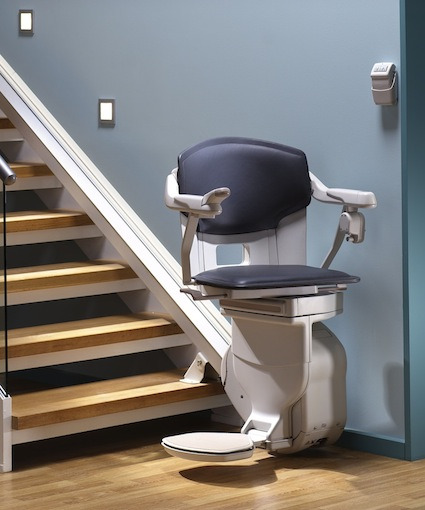
Un montascale domestico

Il montascale (anche servoscala) è un tipo di dispositivo che avvalendosi di un impianto meccanico viene utilizzato per consentire il trasporto di persone impossibilitate a salire scale o superare ostacoli.

## Storia
Un primo tipo di tale apparecchiatura viene attribuito a Enrico VIII d'Inghilterra; questi ferito in un torneo medievale, usò una sedia che veniva trascinata su e giù per le scale su con sistema di bloccaggio e placcaggio azionato dai servi ed utilizzato palazzo di Whitehall a Londra.
Tra la fine del XIX e l'inizio del XX secolo Frederick Muffett, un carpentiere residente a Royal Tunbridge Wells registrò un brevetto avente ad oggetto "Una sedia invalida con tram per l'uso su scale". Negli anni 1920, C.C. Crispen, un imprenditore della Pennsylvania, ideò un modo per consentire al suo amico malato di viaggiare da un piano all'altro. L'idea di Crispen era quella di progettare un sedile che potesse salire le scale. Ingegnere autodidatta, costruì il primo prototipo della sedia inclinata, chiamandolo Inclin-ator.

## Descrizione generale
Si diversifica tra prodotti fissi e prodotti mobili. In linea di massima, i montascale fissi si compongono dei seguenti elementi: la poltroncina, il sistema di accensione e comando (solitamente posizionato sul bracciolo), i dispositivi di sicurezza (ad esempio i sensori che fermano il movimento in presenza di ostacoli e la chiave che impedisce un uso non autorizzato del montascale), il telecomando per il comando a distanza del funzionamento. 
Quelli di tipo mobile richiedono l'ausilio di una persona che lo guidi ma ha il vantaggio di poter essere facilmente trasportato da un immobile ad un altro. Anch'essi possono trasportare persone sedute (montascale a ruote) o su sedia a rotelle (montascale a cingoli). Non richiedono interventi strutturali sugli immobili e sono subito pronti all'uso dopo l'acquisto. Sono alimentati a batterie e quindi possono essere usati anche in caso di interruzione della corrente elettrica. I modelli a cingoli necessitano di maggiore spazio per essere manovrati e usati correttamente. 
Esistono vari tipi di montascale a seconda della conformazione del luogo di installazione: i montascale rettilinei per rampe uniche e, appunto, rettilinee; curvilinei che seguono, di solito, il lato interno di tutta la scalinata.

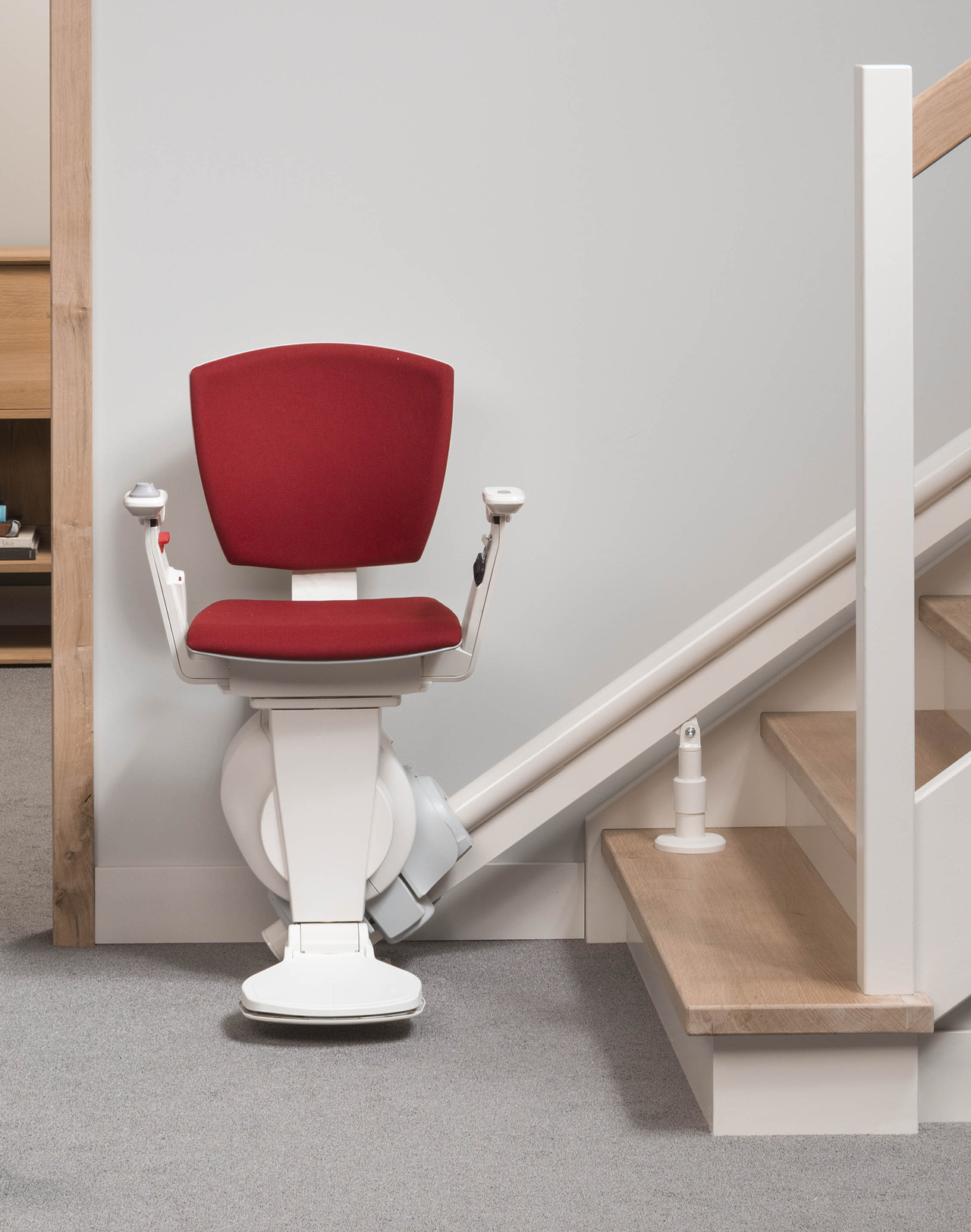
Montascale a poltroncina

Abitualmente consiste in una piattaforma (montascale a piattaforma) o una poltroncina agganciata ad una guida (montascale a poltroncina).
Il servoscala, presente sul mercato con diverse tecnologie, è uno degli ausili più utilizzati per l'abbattimento delle barriere architettoniche.

## Caratteristiche

### Applicazioni
Uno degli utilizzi più diffusi in luoghi pubblici è quello per consentire l'accesso alle stazioni, sia di superficie che metropolitane da parte delle persone disabili, o accesso a esercizi pubblici.
I modelli moderni hanno un ingombro davvero minimo e possono essere installati su qualsiasi tipo di scala, persino le rampe a chiocciola. Inoltre, oggi l'installazione di un montascale è possibile senza effettuare alcun intervento di muratura, in quanto non sono necessarie modifiche della struttura delle scale o della volumetria; non è necessario neppure apportare cambiamenti all'impianto elettrico, in quanto al montascale basta una semplice presa di corrente per l'alimentazione della batteria.

### Costi
I montascale sono unità altamente individualizzate che variano significativamente nel prezzo, in base al modello e tecnologia utilizzata. Molte opzioni influenzano questo prezzo base. Tra quelle più importanti, il numero di piani da collegare, la tipologia di scala (curva o rettilinea, con o senza pianerottoli), l'ambiente di installazione (interno o esterno), marca e modello, caratteristiche specifiche quali aggiornamenti del sedile, aggiornamenti del motore, girevole del sedile, piegatura del pedale e del piede e tipo di potenza.
Tra i fattori che determinano il prezzo finale, vanno considerate le varie agevolazioni previste dallo Stato in tema di abbattimento di barriere architettoniche. I montascale godono infatti di iva agevolata al 4%, e per il loro acquisto è possibile usufruire di numerose detrazioni fiscali, dal 19% fino ad arrivare al 110%, per alcuni casi specifici. 

### Sicurezza
I montascale sono in genere dotati di sistemi di sicurezza di vario tipo e sviluppati in diverse forme ed adattamenti e materiali, per uso interno o per esterno. Ogni montascale deve essere certificato secondo le norme internazionali (ISO 9001) ed europee (EN 29001). Inoltre, ogni montascale va sottoposto a severi collaudi e controlli prima di essere consegnato. La scrupolosità di queste verifiche garantisce la sicurezza dei prodotti.